# ارگانی
ارگانی (به ترکی استانبولی: Ergani) شهری است در کشور ترکیه که در استان دیاربکر واقع شده‌است. جمعیت این شهر بر اساس سرشماری سال ۲۰۰۸ میلادی ۶۲٬۲۸۷ نفر و بر اساس برآوردهای سال ۲۰۰۹ میلادی ۶۲٬۶۰۱ نفر می‌باشد.